# Conioscinella
Conioscinella là một chi ruồi trong họ Chloropidae.